# Zhou Zhi
En aquest nom xinès, el cognom és Zhou.
Zhou Zhi va ser un general militar de la Dinastia Jin de la història xinesa.

## En la ficció
En la novel·la històrica del Romanç dels Tres Regnes, es conta que, entre el 279 i el 280, ell va participar en la campanya de la Dinastia Jin contra Wu Oriental sota el comandament de Du Yu. Ell dirigeix vuit-cents mariners en un atac naval sobre Xiakou, i és acreditat per matar als generals enemics Sun Xin i Shen Ying.